# Ladugård

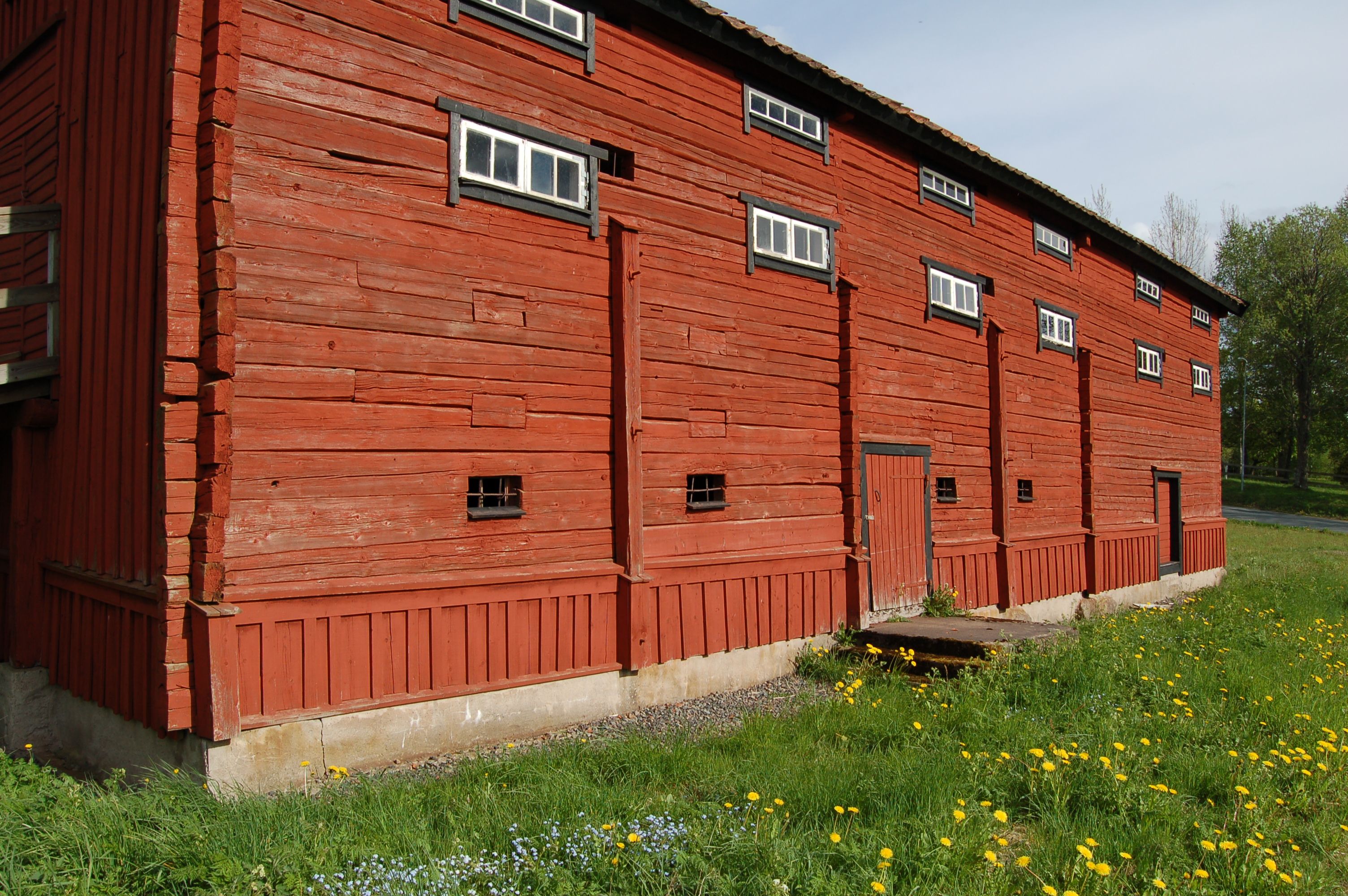
Svensk ladugård strax utanför Barnarp.

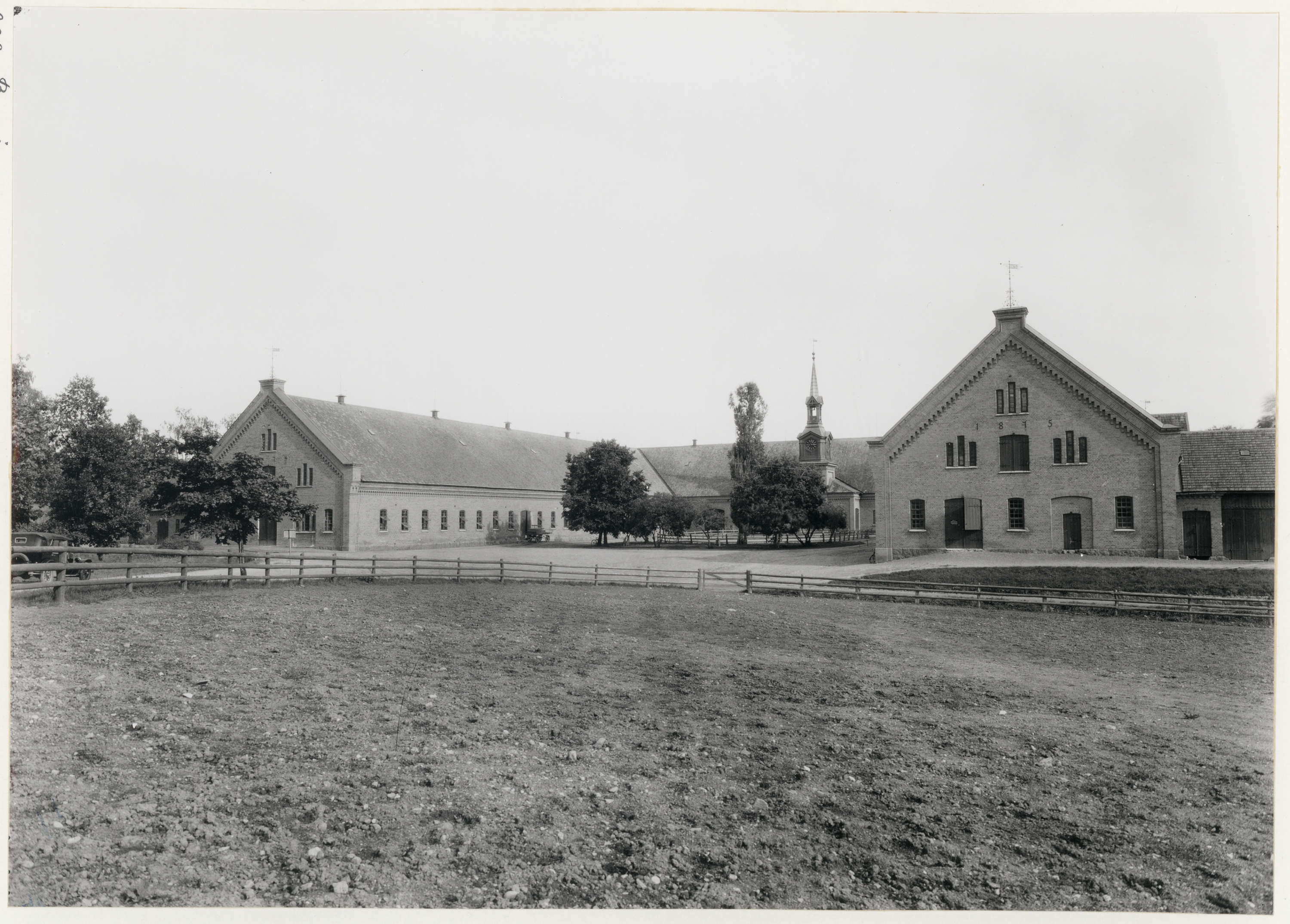
Ladugården, Bjärka-Säby slott, cirka 1909.

En ladugård eller lagård, är en ekonomibyggnad på en bondgård där man kan ha både djur och foder. 
Ladugården var ursprungligen den "gård", den inhägnade yta, kring vilken fähus, fårhus, lador med mera placerades. När dessa funktioner under 1800-talet flyttade in i en och samma byggnad fick den överta den gamla gårdens namn.
I Sverige är i välbeställda trakter ladugårdarna röda, traditionellt färgade med rödfärg som skyddar träet. De rödfärgade ladugårdarna blev vanliga runt 1900 när rödfärgen hade blivit billig och började användas även på uthus. Dörrar och luckor tjärades och blev till att börja med ljusbruna. Under påverkan av väder och vind och efter upprepade intjärningar blev färgen allt mörkare och till slut svart. I fattiga områden, särskilt norrut, då man inte hade råd med rödfärg, lämnades virket obehandlat, och ladugårdar och lador blev med tiden gråa. Hur en ladugård skulle se ut var ofta inte planerat helt ifrån början, utan man byggde ut allt eftersom man behövde mer plats.
Många gamla ladugårdar finns kvar än idag, men somliga hyser inte längre djur, utan har byggts om till förråd, bostäder, kontor eller samlingslokaler. Ordet ladugård används inte i hela Sverige, utan i vissa delar av landet används istället ordet "fähus" (sammandraget till "fjäs", "fjås", "fjös", "föus") eller "stall" som benämning på byggnad som man hyser djur i oavsett sort (både grisar, hästar och kor m.m.), som ursprungligen avsåg en byggnad med stallar eller bås. På många håll används ladugård då främst om byggnader om byggnaden är just ett multifunktionshus som används som såväl fähus, foderlada och loge och  redskapslider.